# کوهلن-وندورف
کوهلن-وندورف (به آلمانی: Kuhlen-Wendorf) یک شهر در آلمان است که در لودویگسلوست-پارشیم واقع شده‌است. کوهلن-وندورف ۱٬۰۰۷ نفر جمعیت دارد.